# Brief Encounter
Brief Encounter is een Engelse film uit 1945, geregisseerd door David Lean en met Celia Johnson en Trevor Howard in de hoofdrollen. De filmmuziek bestaat uit delen van het Pianoconcert nr. 2 van Rachmaninov.

## Verhaal
Het verhaal wordt verteld vanuit het perspectief van Laura Jesson (Johnson), een huisvrouw uit een klein stadje. Ze is getrouwd met een degelijke man die echter meer aandacht heeft voor kruiswoordraadsels dan voor haar. Om aan de verveling te ontsnappen, gaat ze elke week met de trein naar de grote stad om te winkelen en een matineefilm te zien.
Na afloop van zo'n dagje uit krijgt ze op het station wat kolengruis in haar oog. Een andere passagier, de dokter Alec Harvey (Howard), helpt haar het gruis te verwijderen. Beiden zijn begin dertig, getrouwd en hebben twee kinderen. De dokter is een huisarts in een ander provinciestadje die ook een keer per week in de grote stad komt om in het ziekenhuis te helpen.
Er ontstaat een geanimeerd gesprek, en beiden drinken thee in de stationsrestauratie, waar ze ieder op hun eigen trein naar huis wachten. Al snel worden ze verliefd op elkaar. Ze maken een begin van discrete afspraakjes, in cafés en bioscopen, om hun ontmoetingen geheim te houden. Op een gegeven moment mag Alec voor een avond het huis van een vriend lenen, maar hun liefde wordt niet geconsummeerd omdat de vriend onverwacht eerder terugkeert. Dit is voor hen een teken dat de relatie echt niet verder kan; ze besluiten om hun gezinnen trouw te blijven en om elkaar verder niet meer te zien.

## Rolverdeling
| Acteur           | Personage       |
| ---------------- | --------------- |
| Celia Johnson    | Laura Jesson    |
| Trevor Howard    | Dr. Alec Harvey |
| Stanley Holloway | Albert Godby    |
| Joyce Carey      | Myrtle Bagot    |
| Cyril Raymond    | Fred Jesson     |
| Everley Gregg    | Dolly Messiter  |
| Marjorie Mars    | Mary Norton     |

## Prijzen
De film won in 1946 een Grand Prix du Festival op het filmfestival van Cannes.

## Vertoning in Nederland
De film werd vanaf 1946 in de Nederlandse bioscopen vertoond onder de titel Het Laatste rendez-vous. De filmkeuring keurde de film goed voor 18 jaar en ouder omdat er huwelijksontrouw in werd getoond.

## Museum

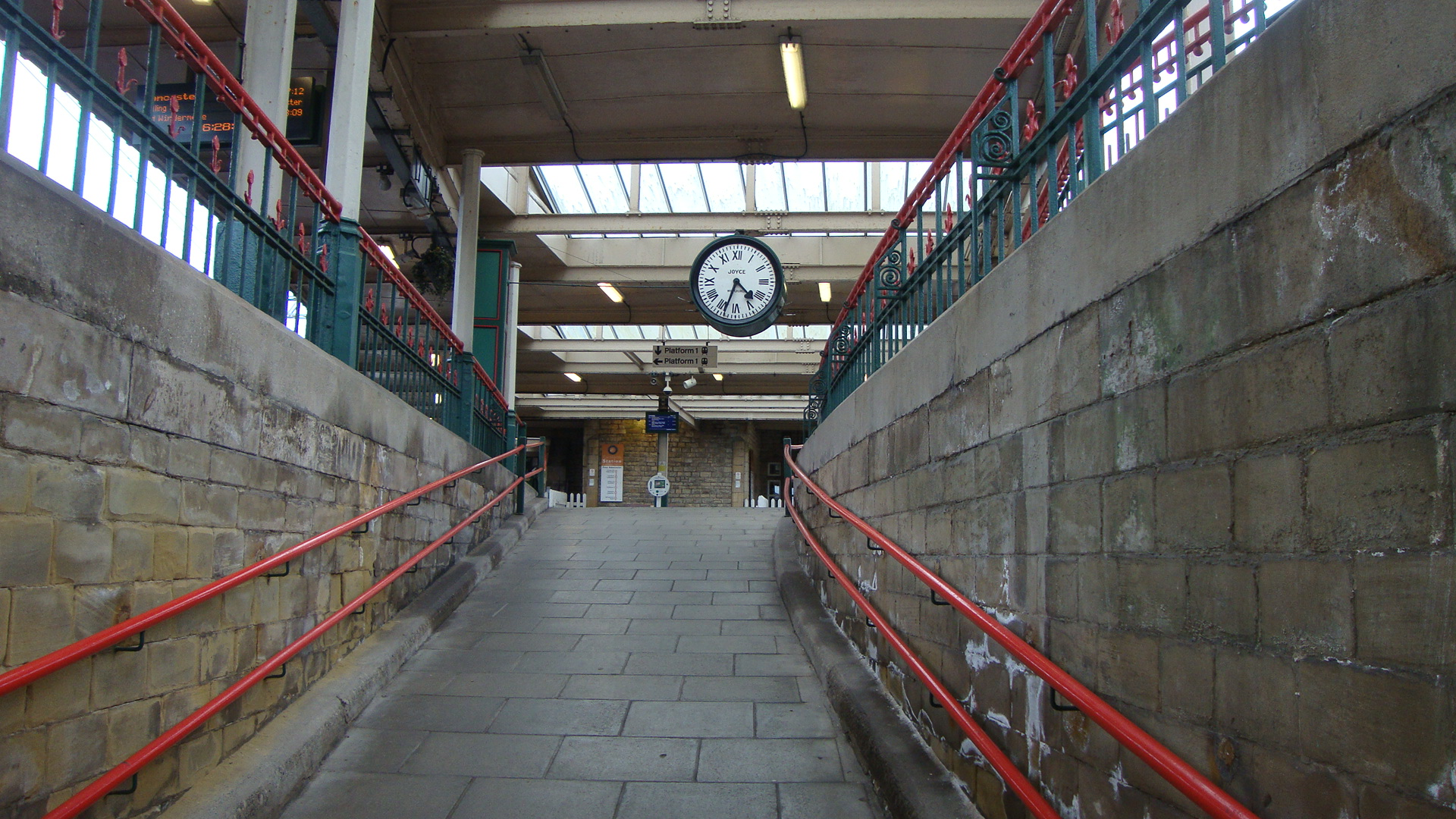
De stationsklok van Carnforth.

De film is opgenomen in het treinstation van het Noord-Engelse Carnforth. Hier bevindt zich ook het museum Carnforth Station Herritage Centre dat grotendeels over het opnemen van de film gaat. Dankzij het museum is ook de iconische klok gerestaureerd en weer boven het hoofdperron teruggeplaatst.